# Rainer Eisfeld
Rainer Eisfeld (* 4. April 1941 in Berlin) ist ein deutscher Politikwissenschaftler.

## Leben
Eisfeld wurde als einziger Sohn des am 17. November 1943 im Krieg gefallenen Stadtinspektors Bruno Eisfeld und dessen Ehefrau Ella (geb. Wille), geboren. Nach seiner Reifeprüfung am städtischen Neusprachlichen Gymnasium Bonn im Jahr 1959 war er Sachbearbeiter für Auslandsrechte der Buch- und Presseagentur Rohr in Augsburg. 1960/61 begann er ein Studium der Volkswirtschaft an der Universität des Saarlandes in Saarbrücken. Er schloss diese 1966 mit Diplom ab.
Eisfeld wurde 1971 bei Christian Graf von Krockow und Iring Fetscher an der Goethe-Universität Frankfurt am Main in Politikwissenschaft promoviert. Von 1974 bis zu seiner Emeritierung 2006 war er Professor für Politikwissenschaft an der Universität Osnabrück.
1989 hatte er ein Akademie-Stipendium der Volkswagenstiftung. 1995 und erneut 2000 war er Gastwissenschaftler am Center for European & Russian Studies der University of California at Los Angeles (UCLA), 2005 am College of Social and Behavioral Sciences der University of Arizona in Tucson. 2002 hatte er eine Gastprofessur am Department of Political Science der UCLA. 2000 bis 2006 war er Vorsitzender des Research Committee on Socio-Political Pluralism der International Political Science Association (IPSA), 2006 wurde er in den Vorstand (Executive Committee) der IPSA gewählt (Wiederwahl 2009).
Eisfeld griff in seinem Buch Ausgebürgert und doch angebräunt. Deutsche Politikwissenschaft 1920–1945 (1991) die Vorstellung von der Deutschen Hochschule für Politik in Berlin als Hochburg der Weimarer Demokratie an. Er stellte dar, wie wichtige Vertreter des Faches (Arnold Bergstraesser und Theodor Eschenburg) versucht hatten, sich mit dem nationalsozialistischen Regime zu arrangieren. Sein Buch Mondsüchtig (1996) über die Verstrickung Wernher von Brauns in das berüchtigte Sklavenarbeitsprogramm der Nationalsozialisten wurde durch die Jury der Zeitschrift Bild der Wissenschaft zu den „herausragenden Wissenschaftsbüchern“ des Jahres 1997 gewählt. 2013 schaffte die Deutsche Vereinigung für Politikwissenschaft (DVPW) ihren nach Theodor Eschenburg benannten Lebenswerk-Preis infolge der von Eisfeld aufgedeckten Verwicklung Eschenburgs in die nationalsozialistische „Arisierung“ jüdischer Firmen ab.
Eisfeld schrieb mehrere Bücher, die sich mit der Science-Fiction und ihrem Umfeld auseinandersetzen. In den 1950er Jahren arbeitete er auch als Übersetzer, beispielsweise übersetzte er Alfred Elton van Vogts Romane Die Expedition der Space Beagle und Welt der Null-A, seinerzeit unter dem auch von Walter Ernsting verwendeten Pseudonym Armin von Eichenberg.
1994 wurde Eisfeld Mitglied des Kuratoriums der KZ-Gedenkstätten Buchenwald und Mittelbau-Dora.

## Sonstiges
1995 beschloss der Rat der Stadt Osnabrück auf Grund einer gemeinsamen Initiative Eisfelds mit seinen theologischen Kollegen Horst G. Pöhlmann und Reinhold Mokrosch, einen Platz vor der Osnabrücker Pauluskirche nach dem evangelischen Pastor Richard Karwehl zu benennen. Karwehl hatte 1936 als einziger Osnabrücker Prediger (und einer von 7 Pfarrern der Landeskirche) den von Landesbischof Marahrens angeordneten Treueid auf Hitler verweigert.
Im Historisch-Technischen Museum Peenemünde schlug Eisfeld 2012 vor, der 600 KZ-Häftlinge der ehemaligen V 2-Fertigungsstätte jährlich am 13. Oktober zu gedenken, dem Tag ihrer Verschleppung 1943 ins KZ Mittelbau-Dora bei Nordhausen (vgl. Ostsee-Zeitung, 24. September 2012, S. 9: „Wir müssen die Mythen entzaubern“). Seine Anregung wurde vom Deutsch-Polnischen Kulturforum Odermünde aufgegriffen; erste Gedenkveranstaltungen fanden 2012 und 2013 statt. Nachdem Kotula, Jikeli und Eisfeld in Osnabrück am Sitz der Deutschen Bundesstiftung Umwelt (DBU) (der das Gelände rund um die frühere V 2-Fertigungshalle F 1 gehört) mit DBU-Generalsekretär Werner Wahmhoff verhandelt hatten, wurde 2014 mit Unterstützung der DBU und der Landesregierung Mecklenburg-Vorpommern unweit des einstigen Hallenstandorts eine mehrsprachige Gedenkstele errichtet (vgl. Ostsee-Zeitung, 29. Juli 2014, S. 13: „Kulturforum: Treffen mit Historiker in Osnabrück“; 14. Oktober 2014, S. 9: „Gedenkstele für NS-Opfer eingeweiht“).

## Schriften (Auswahl)
Monografien
- Pluralismus zwischen Liberalismus und Sozialismus. Kohlhammer, Stuttgart u. a. 1972, ISBN 3-17-231011-6 (zugleich: Dissertation, Universität Frankfurt am Main 1971; italienische Ausgabe: Bologna 1976; kroatische Ausgabe: Zagreb 1992).
- Sozialistischer Pluralismus in Europa. Ansätze und Scheitern am Beispiel Portugals. Verlag Wissenschaft und Politik, Köln 1984, ISBN 3-8046-8613-3.
- Ausgebürgert und doch angebräunt. Deutsche Politikwissenschaft 1920–1945. Mit einer Würdigung des Autors von Hubertus Buchstein. Nomos-Verlags-Gesellschaft, Baden-Baden 1991, ISBN 3-7890-2393-0 (2. überarbeitete Auflage, Baden-Baden 2013, ISBN 978-3-8487-0554-2.)
- Wild Bill Hickok. Westernmythos und Wirklichkeit (= rororo. Band 9575, rororo-Sachbuch). Rowohlt, Reinbek bei Hamburg 1994, ISBN 3-499-19575-5.
- mit Michael Th. Greven und Hans Karl Rupp: Political Science and Regime Change in 20th Century Germany. Nova Science Publ., New York 1996, ISBN 1-56072-412-9.
- Mondsüchtig. Wernher von Braun und die Geburt der Raumfahrt aus dem Geist der Barbarei. Rowohlt, Reinbek bei Hamburg 1996, ISBN 3-498-01660-1 (Neuausgabe (mit neuem Vor- und Nachwort): zu Klampen Verlag, Springe 2012, ISBN 978-3-86674-167-6).
- Als Teenager träumten. Die magischen 50er Jahre. Nomos-Verlags-Gesellschaft, Baden-Baden 1999, ISBN 3-7890-6327-4.
- mit Wolfgang Jeschke: Marsfieber. Aufbruch zum roten Planeten. Phantasie und Wirklichkeit. Droemer Knaur, München 2003, ISBN 3-426-27288-1.
- Streitbare Politikwissenschaft. Studien zu Demokratisierung, politischer Kultur und wissenschaftlicher Verantwortung. Mit einer Einführung von Michael Th. Greven. Nomos, Baden-Baden 2006, ISBN 3-8329-2050-1.
- Die Zukunft in der Tasche. Science Fiction und SF-Fandom in der Bundesrepublik. Die Pionierjahre 1955–1960. von Reeken, Lüneburg 2007, ISBN 978-3-940679-11-6.
- Abschied von Weltraumopern. Science Fiction als Zeitbild und Zeitkritik. Kommentare aus 25 Jahren. Mit einer Vorbemerkung von Wolfgang Jeschke und einem Beitrag von Jörg Weigand. von Reeken, Lüneburg 2011, ISBN 978-3-940679-47-5.
- Radical Approaches to Political Science. Roads Less Traveled. With an introduction by Klaus von Beyme. Budrich, Opladen u. a. 2012, ISBN 978-3-8474-0028-8.
- Political Science. Reflecting on Concepts, Demystifying Legends. With an Introduction by John Trent. Budrich, Opladen u. a. 2016, ISBN 978-3-8474-0506-1.
- Empowering Citizens, Engaging the Public. Political Science for the 21st Century. Palgrave Macmillan, London 2019, ISBN 978-981-13-5928-6.
- Die bewaffnete Gesellschaft der USA. Westernmythos und Schusswaffenkultur. Springer VS, Wiesbaden 2021, ISBN 978-3-658-33529-8.
- Ein neuer Blick auf 1968. Impulse für eine engagierte Politikwissenschaft. Barbara Budrich, Opladen 2022, ISBN 978-3-8474-2593-9.
- Streiten gegen die Erosion der Demokratie. Springer VS, Wiesbaden 2023, ISBN 978-981-19-8787-8.

Herausgeberschaften
- mit Ingo Müller: Gegen Barbarei. Essays Robert M. W. Kempner zu Ehren. Athenäum, Frankfurt am Main 1989, ISBN 3-610-08537-1.
- Pluralism. Developments in the Theory and Practice of Democracy (= The World of political Science. The Development of the Discipline Book Series. Band 4). Budrich, Opladen u. a. 2006, ISBN 3-86649-028-3.
- mit Leslie A. Pal: Political Science in Central-East Europe. Diversity and Convergence. Budrich, Opladen u. a. 2010, ISBN 978-3-86649-293-6.
- Mitgemacht: Theodor Eschenburgs Beteiligung an „Arisierungen“ im Nationalsozialismus. Springer VS, Wiesbaden 2016, ISBN 978-3-658-07215-5.
- mit Matthew Flinders: Political Science in the Shadow of the State. Research, Relevance, Deference. Palgrave Macmillan, Singapore 2021, ISBN 978-3-030-75917-9.